# Oporinia intermedia
Oporinia intermedia là một loài bướm đêm trong họ Geometridae.